# João Campos
João José Pontes Campos (* 22. September 1958 in Albufeira) ist ein ehemaliger portugiesischer Mittel- und Langstreckenläufer.
Über 1500 Meter erreichte er bei den Olympischen Spielen 1980 in Moskau das Halbfinale und scheiterte bei den Leichtathletik-Weltmeisterschaften 1983 in Helsinki im Vorlauf.
1984 kam er bei den Crosslauf-Weltmeisterschaften in East Rutherford auf Platz 26 und gewann mit der portugiesischen Mannschaft Bronze. Bei den Olympischen Spielen in Los Angeles schied er über 5000 Meter im Halbfinale aus.
1985 siegte er bei den Leichtathletik-Hallenweltspielen in Paris über 3000 Meter. Bei den Leichtathletik-Halleneuropameisterschaften gewann er über dieselbe Distanz 1986 in Madrid Bronze und wurde 1989 in Den Haag Sechster.
Fünfmal wurde er portugiesischer Meister über 1500 Meter (1975, 1980, 1982, 1984, 1985) und je einmal über 800 Meter (1980) und 10.000 Meter (1989). 1989 wurde er nationaler Hallenmeister über 3000 Meter.

## Persönliche Bestzeiten
- 800 m: 1:49,4 min, 25. Juli 1982, Lissabon
- 1500 m: 3:37,68 min, 8. Juni 1983, Florenz
- 2000 m: 5:00,8 min, 10. Juni 1984, Lissabon
- 3000 m: 7:45,70 min, 28. Mai 1987, Sevilla
  - Halle: 7:54,93 min, 19. Februar 1989, Haia
- 5000 m: 13:19,10 min, 28. Juni 1984, Oslo
- 10.000 m: 28:07,86 min, 25. Juni 1991, Maia